# Банка Енглеске
Банка Енглеске (енгл. Bank of England) је централна банка Уједињеног Краљевства и модел по коме су многе светске банке данас засноване. Направљена је 1694. и она је осма најстарија банка на свету, а све до 1946. године била је у приватном власништву.
Ова банка постаје независна јавна организација 1998. године. Енглеска банка је једна од осам банка са дозволом издавања британске фунте. Има пуни монопол што се тиче издавања новчаница у Енглеској и Велсу, а и такође има важну улогу у регулисању валуте у Шкотској и Северној Ирској.
Седиште банке се налази у главном финансијском делу Лондона, Сити (Лондон), у улици „Threadneedle Street”.
Као централна банка, Енглеска банка не нуди никакве банкарске услуге, мада је до 2016. то било могуће само за раднике банке.